# Вила Лагарина
Вѝла Лагарѝна (на италиански: Villa Lagarina, на местен диалект: Vìla, Вила) е малко градче и община в Северна Италия, автономна провинция Тренто, автономен регион Трентино-Южен Тирол. Разположено е на 180 m надморска височина. Населението на общината е 3769 души (към 2015 г.).